# Salvan
Pour les articles homonymes, voir Salvan (homonymie).
Salvan est une commune suisse du canton du Valais, située dans le district de Saint-Maurice.

## Géographie
Salvan est située dans la vallée du Trient. La route vers Martigny la relie à la vallée du Rhône et emprunte le pont du Gueuroz. La ligne de chemin de fer Martigny-Châtelard la relie à Vernayaz et à la Haute-Savoie (Chamonix).
Le territoire de Salvan s'étend sur 53,54 km2. Lors du relevé de 2013-2018, les surfaces d'habitations et d'infrastructures représentaient 2,1 % de sa superficie, les surfaces agricoles 6,3 %, les surfaces boisées 29,5 % et les surfaces improductives 62,0 %.
La commune est limitrophe de Evionnaz au Nord, Vernayaz à l’Est, Martigny et Martigny-Combe au Sud-Est, Finhaut au Sud, et la commune de Sixt-Fer-à-Cheval en France à l’Ouest.

## Toponymie
Le nom de la commune remonte à une forme latine Sĭlvānum, qui peut correspondre directement au nom d'une personne (Sĭlvānus) ou à une tournure elliptique désignant un lieu appartenant à une personne nommée Silvus ou  Silva.
La commune se nomme Servan en patois valaisan. Son ancien nom allemand est Salvenach.

## Histoire
Le nom de Salvan vient du latin "Sylva" qui signifie « forêt ».
Une légende raconte que les habitants du hameau de Salvagny dans la vallée de Sixt seraient venus de Salvan au XVIIIe siècle, à la suite de problèmes avec leurs autorités.
Salvan, sur un plateau bien exposé et proche des gorges du Trient, serait « une des premières parmi les villégiatures alpestres ». Le chemin de fer arrive dans la vallée du Rhône en 1859, Vernayaz devient alors le point de départ des diligences pour Salvan, Finhaut et Chamonix.
Durant l'été 1895, Guglielmo Marconi réalisa une liaison de télégraphie sans fil entre Salvan et les Marécottes, distants de 1,5 km. Ces expériences ont été authentifiées en 2003 par l'Association internationale des ingénieurs électriciens et électroniciens (IEEE)qui a fixé une plaque de bronze sur la Pierre Bergère, bloc erratique sur lequel Marconi avait déposé son appareil émetteur. Cette expérimentation, qui est fondée sur un témoignage oral et sur la mémoire collective des habitants de Salvan, a toutefois fait l'objet d'une polémique en Italie. Malgré cela, le 26 septembre 2008, l'Union internationale des télécommunications a reconnu la « contribution inestimable » de Salvan au patrimoine des télécommunications.
La commune a été divisée en 1912, avec la création de la commune de Vernayaz.
Un atelier d’horlogerie existe à Salvan dès 1952. Cet atelier qui dépend en 1970 de Sandoz S.A. est alors intégré à la société Garde-Temps S.A. de Neuchâtel.
La route d’accès à Salvan depuis la plaine est considérablement améliorée à l’été 1972, avec la réalisation d’un tunnel d’une longueur de 506 m au lieu-dit « Entretaille ».
Lors des élections de 1972, Hélène Bossy est élue juge de commune à Salvan. C'est la première femme à accéder à cette fonction dans l’histoire du Valais.
Le 5 octobre 1994, la commune fut le théâtre du suicide collectif de 25 adeptes de la secte Ordre du Temple solaire.
En août 1999, les sœurs oblates de la Fraternité sacerdotale Saint-Pie-X, auparavant installées à Menzingen, vinrent y fonder le noviciat Sainte Thérèse de l’Enfant-Jésus. Le lieu est ouvert au public dans le cadre de la messe dominicale et hebdomadaire.

## Population et société

### Gentilés et surnoms
Les habitants de la commune se nomment les Salvanins (fém. : Salvanintses) ou Salvanains,, quelquefois ou anciennement les Salvaniouds ou Salvanious. 
Ils sont surnommés les Volans, soit les faucilles, ou les Velans, soit ceux de la ville.
Les habitants du hameau du Cergneux se nomment les Chargnollins.

### Démographie

#### Évolution de la population
La commune compte 1 483 habitants au 31 décembre 2023 pour une densité de population de 28 hab/km2. Sur la période 2010-2023, sa population a augmenté de 26,5 % (canton : 17,0 % ; Suisse : 9,4 %).  

#### Pyramide des âges
En 2023, le taux de personnes de moins de 30 ans s'élève à 26,1 %, au-dessous de la valeur cantonale (31 %). Le taux de personnes de plus de 60 ans est quant à lui de 34,4 %, alors qu'il est de 27,5 % au niveau cantonal.
La même année, la commune compte 738 hommes pour 745 femmes, soit un taux de 49,8 % d'hommes, inférieur à celui du canton (49,9 %).
| Hommes | Classe d’âge | Femmes |
| ------ | ------------ | ------ |
| 0,7    | 90 ans ou +  | 1,3    |
| 8,4    | 75 à 89 ans  | 11,4   |
| 23,6   | 60 à 74 ans  | 23,4   |
| 17,2   | 45 à 59 ans  | 17,6   |
| 22,6   | 30 à 44 ans  | 21,7   |
| 11,8   | 15 à 29 ans  | 10,1   |
| 15,7   | - de 14 ans  | 14,5   |

| Hommes | Classe d’âge | Femmes |
| ------ | ------------ | ------ |
| 0,6    | 90 ans ou +  | 1,3    |
| 8,0    | 75 à 89 ans  | 10,1   |
| 17,1   | 60 à 74 ans  | 17,9   |
| 21,0   | 45 à 59 ans  | 20,7   |
| 21,3   | 30 à 44 ans  | 20,1   |
| 17,3   | 15 à 29 ans  | 16,0   |
| 14,7   | - de 14 ans  | 14,0   |

## Tourisme

### Zoo et piscine des Marécottes
Le zoo alpin des Marécottes est le parc animalier le plus haut d'Europe. Il met en avant 22 espèces d'animaux locaux dans une forêt de mélèzes. La piscine taillée dans les rochers est ouverte durant la période estivale. Le parc accueille jusqu'à 150 000 visiteurs par année[réf. nécessaire]. En 2024 la famille Piasenta a inauguré un Boutique Hôtel de 17 chambres dans le parc animalier. 

### Gorges du Dailley
Le sentier des gorges du Dailley, créé en 1895, a été réaménagé entre 1991 et 2011. Il forme une boucle de 4,5 km à partir des Granges, avec une dénivellation de 410 m. Le sentier passe par les gorges où coule la Salanfe, montant à Van d’en Bas par une impressionnante série d’escaliers et de passerelles accrochés aux falaises.

### Géoglyphe de Grand Tête
Depuis août 2012, Salvan abrite avec la commune voisine de Vernayaz le « Géoglyphe de Grand Tête », un itinéraire balisé œuvre de l'artiste suisse Alain Monney.

### Marmites glaciaires
Un ensemble de petites marmites glaciaires se trouve près de la Tête-des-Crêtes, en direction des gorges du Dailley depuis Les Granges. On y trouve également un point de vue sur la vallée du Rhône.

### Lac de Salanfe
Le lac de Salanfe est accessible, à pied, depuis Salvan. Il dépend cependant de la commune d’Evionnaz depuis 1870.

### Domaine skiable de TéléMarécottes
Le domaine skiable est accessible depuis les Marécottes par télécabine, il compte 5 remontées et fait partie du groupe le MagicPass. Ce groupement de stations a été créé en 2017 et englobe plus de 90 stations en Suisse, en France et en Italie.

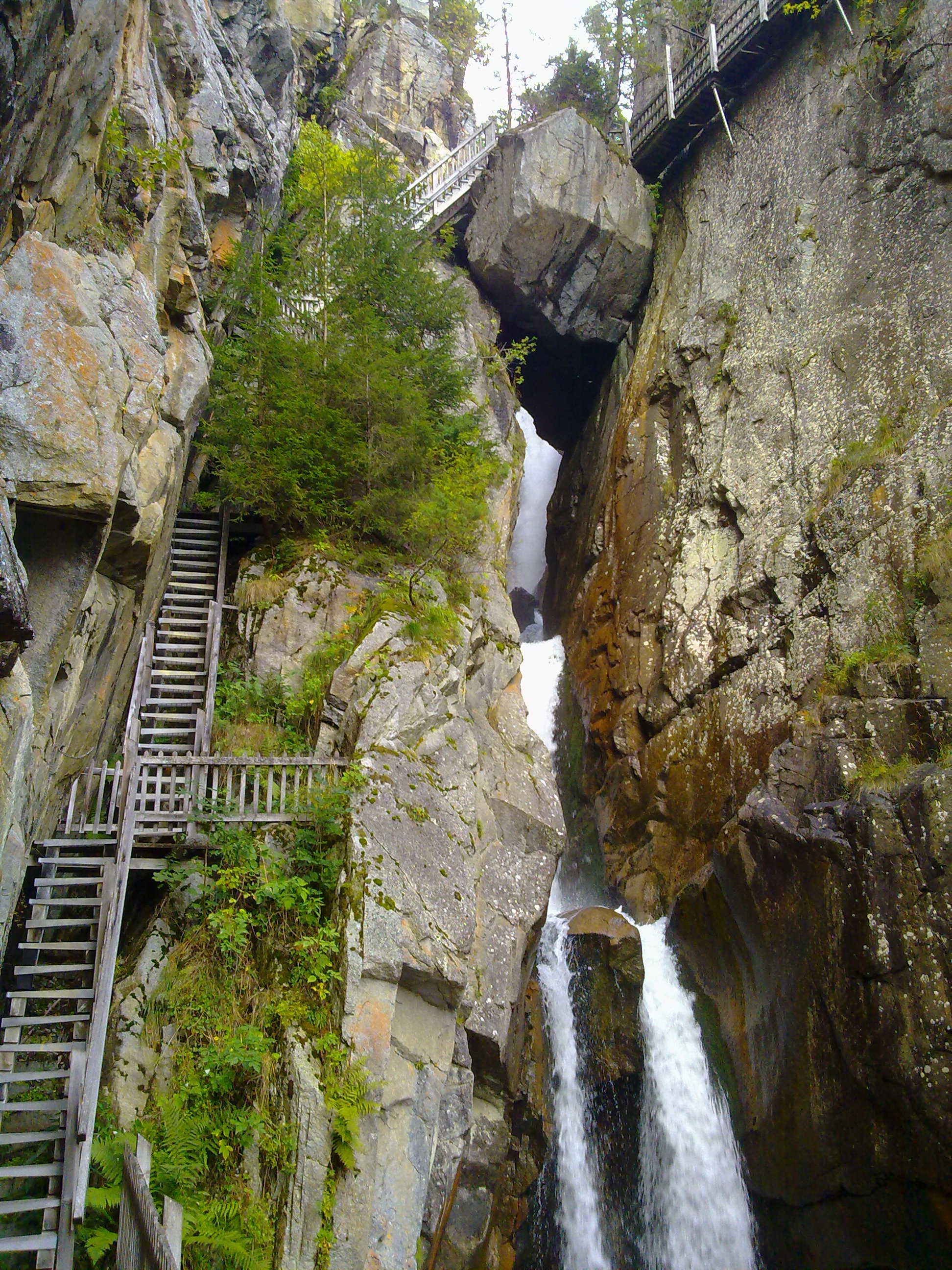
Escaliers dans les gorges du Dailley.
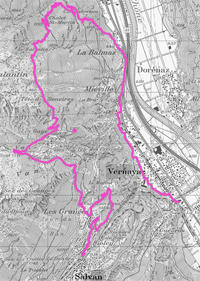
Itinéraire du Géoglyphe de Grand Tête.
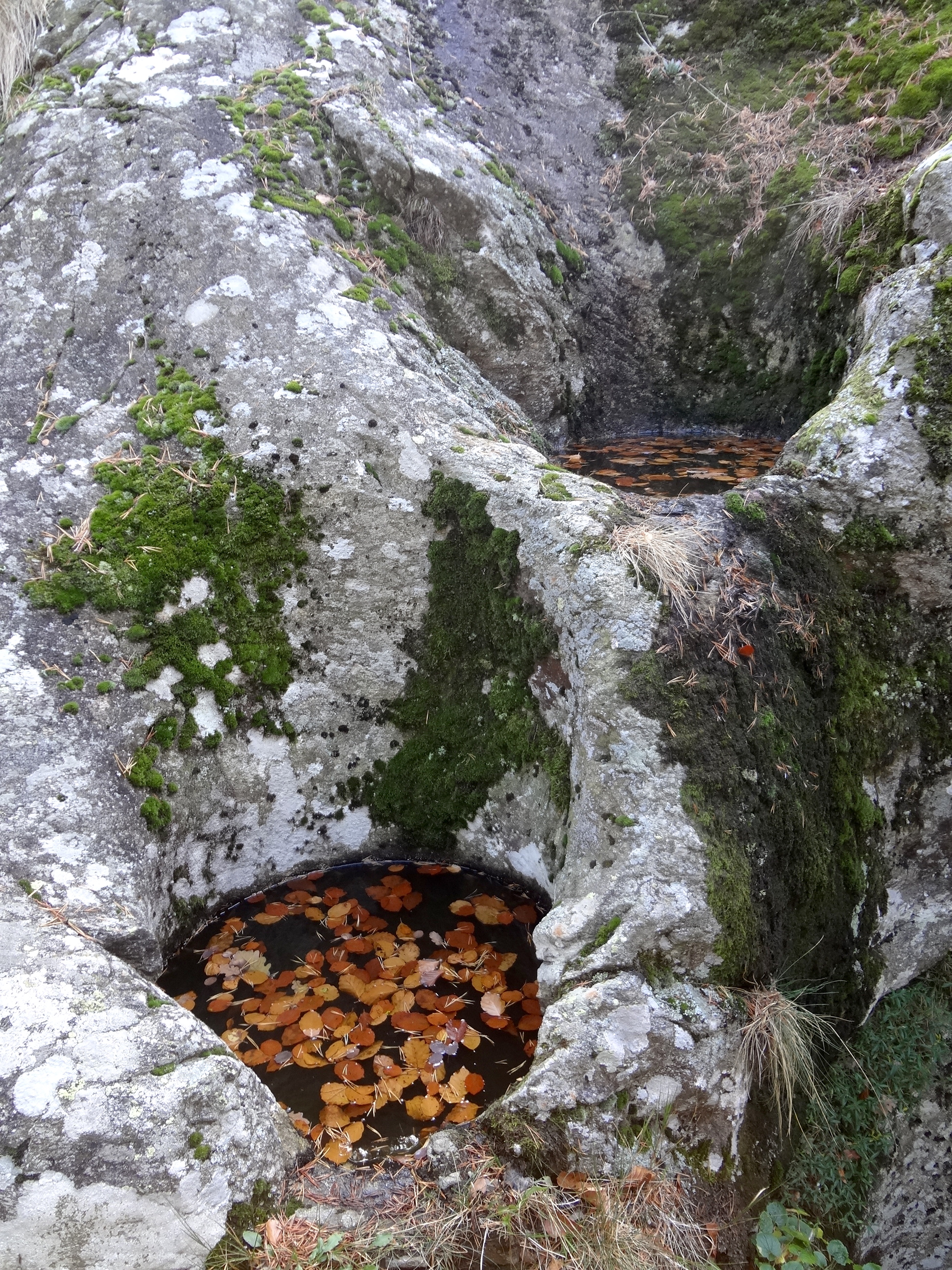
Marmites glaciaires.
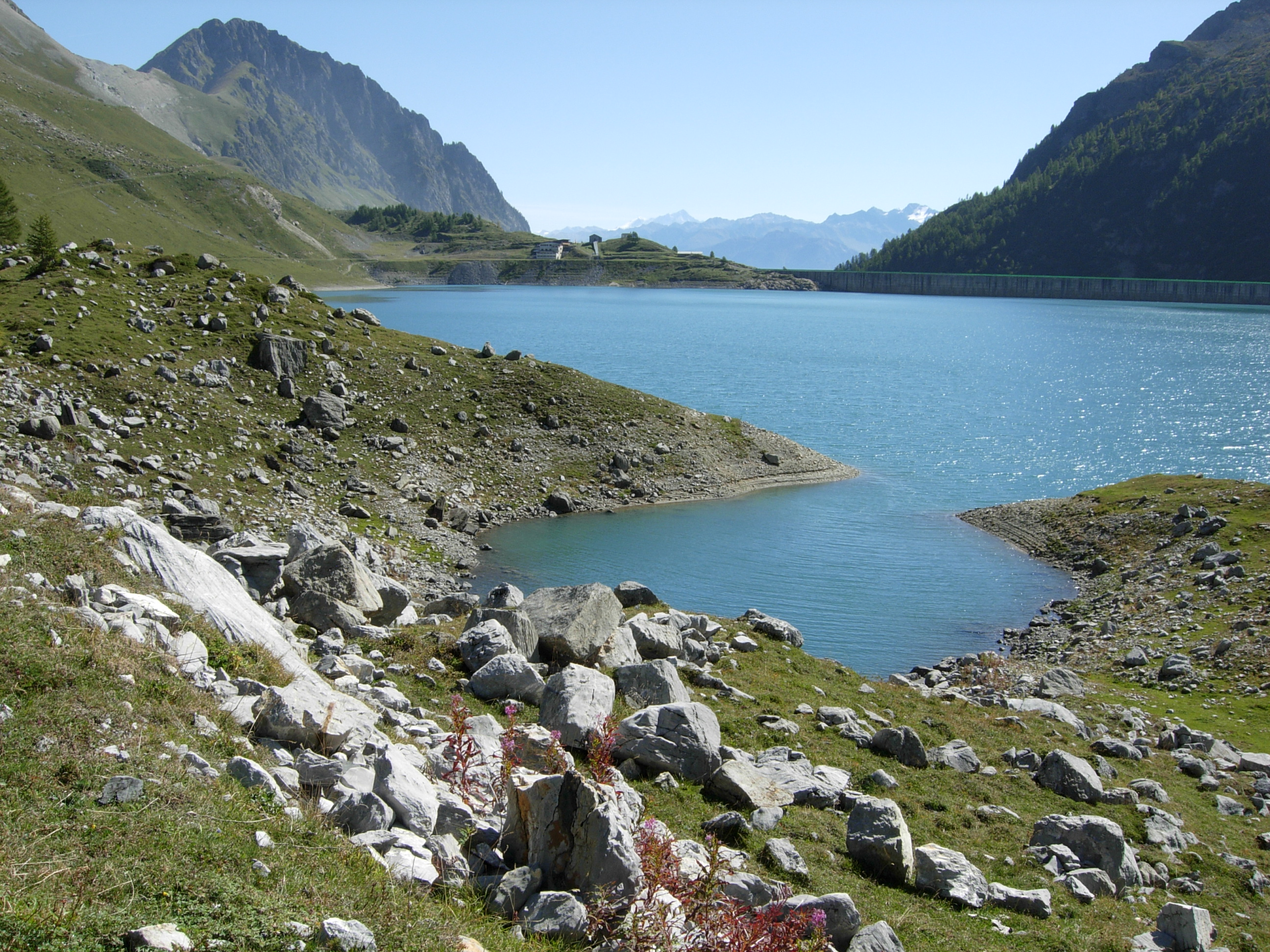
Lac de Salanfe.

## Culture et patrimoine

### Personnalités liées à la localité
- Nicolas Bochatay (1964-1992), skieur alpin des Marécottes[28].
- Robert Coquoz (1921-), guide alpin né à Salvan, Prix du Mérite alpin 1988[29].
- Jérémie Heitz (1989-), skieur de pentes raides, freeride, professionnel.
- Guglielmo Marconi (1874-1937), physicien et homme d'affaires italien, réalisa des expériences de TSF à Salvan en 1895.
- Edgar Mottier (1902-1988), chef de la Division fédérale de Justice (1955-1967)[30].
- Igor Stravinsky (1883-1971), compositeur d'origine russe, séjourna à Salvan durant l'été 1914.

### Héraldique
| Blason | Blasonnement : « D'argent au sapin au naturel issant de trois coupeaux de sinople, chapé ployé de gueules à la croix tréflée d'argent à dextre et à l'étoile à sept rais du même à senestre. » |

Les armoiries de Salvan sont adoptées officiellement en 1933, bien qu'elles soient déjà utilisées avant. La croix tréflée est une référence à l'abbaye de Saint-Maurice, tandis que le sapin symbolise le nom de la commune.

### Fonds d'archives
- Fonds : Salvan, Commune (1307-20e siècle) [28,11 mètres].  Cote : CH AEV, AC Salvan. Sion : Archives de l'État du Valais (présentation en ligne).